# Jānis Dimza
Jānis Dimza (ur. 1 listopada 1906 we wsi Ipiķi, zm. 1942) – łotewski lekkoatleta (wieloboista), uczestnik igrzysk olimpijskich i mistrzostw Europy.
W 1930 zdobył srebrny medal w pięcioboju podczas światowych igrzysk studentów.
Na mistrzostwach Europy w 1934 w Turynie zajął czwarte miejsce w dziesięcioboju z wynikiem 6094 punktów. Na igrzyskach olimpijskich w Los Angeles w 1932 roku oraz igrzyskach olimpijskich w 1936 w Berlinie nie ukończył dziesięcioboju.
Reprezentant kraju w meczach międzypaństwowych w różnych konkurencjach.
36-krotny mistrz Łotwy: w biegu na 110 metrów przez płotki (1929), skoku w dal (1930), skoku wzwyż (1928, 1929 i 1935), trójskoku (1928–1931), pchnięciu kulą (1928–1931, 1933, 1935 i 1936), rzucie dyskiem (1935 i 1936), pięcioboju (1923, 1928, 1929 i 1931), dziesięcioboju (1923, 1928–1931), skoku w dal z miejsca, skoku wzwyż z miejsca oraz biegach sztafetowych.
26-krotny rekordzista kraju (w 11 konkurencjach): w dziesięcioboju, skoku wzwyż, skoku w dal, skoku o tyczce, pchnięciu kulą, rzucie dyskiem, biegu na 110 metrów przez płotki oraz w sztafetach.
W swojej karierze reprezentował barwy klubów: Pārstāvējis SSS, ASK oraz RPDSK.
W 1932 odznaczony Orderem Trzech Gwiazd (V klasy).
Pracował jako policjant. W 1940 aresztowany, rok później przeniesiony z więzienia w Rydze w nieznane miejsce.

## Rekordy życiowe
- dziesięciobój – 6391 punktów[a] (1931)[3]
- skok wzwyż – 1,875 (1930)[3]
- skok wzwyż – 7,23 (1930)[3]
- trójskok – 13,88 (1931)[3]
- pchnięcie kulą – 15,19 (1931)[3]
- rzut dyskiem – 46,09 (1933)[3]